# Ho Či Minova stezka

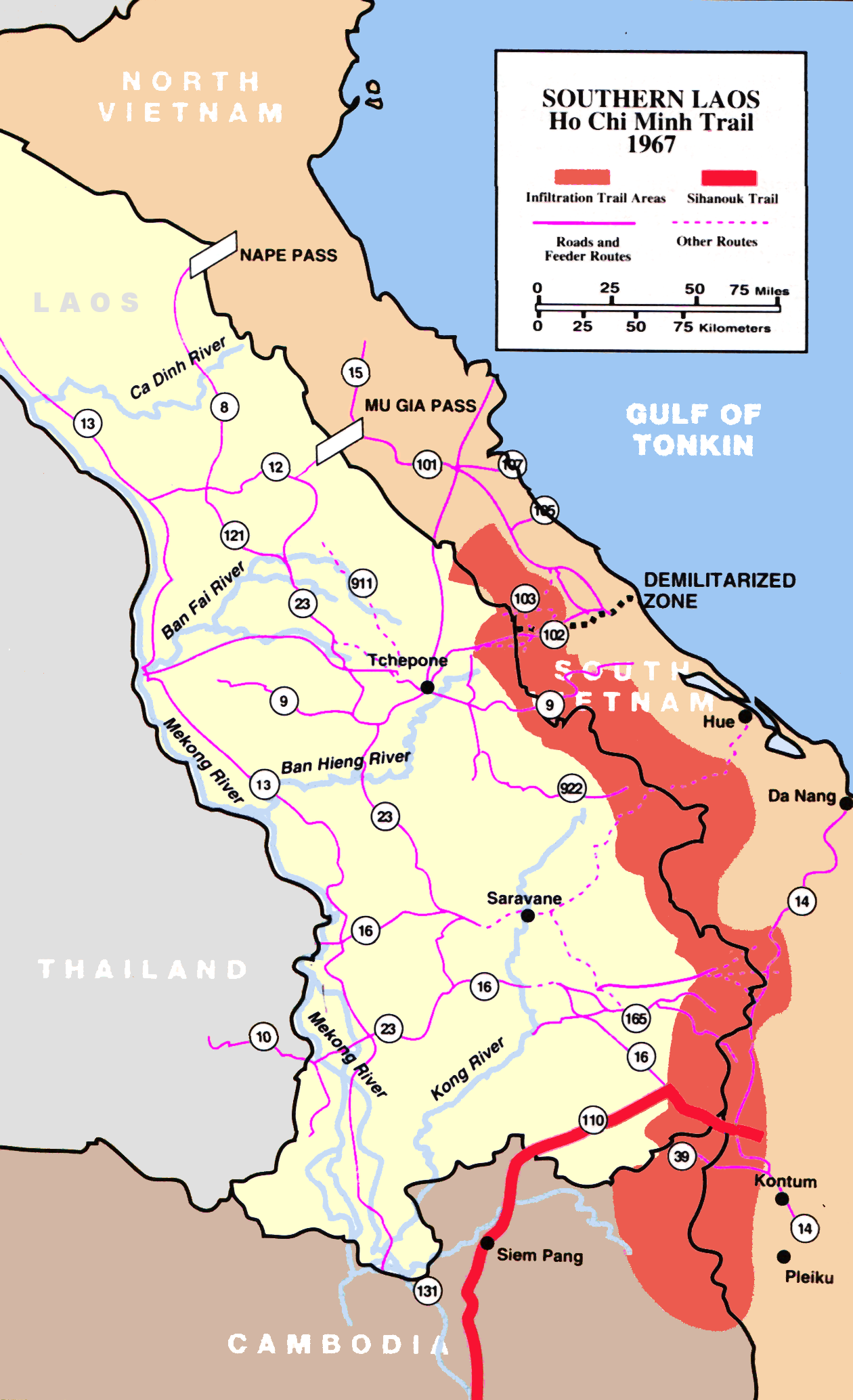
Mapa oblasti s Ho Či Minovou stezkou

Ho Či Minova stezka (Đường mòn Hồ Chí Minh) byl logistický systém, který sahal z Vietnamské demokratické republiky (Severní Vietnam), do Vietnamské republiky (Jižní Vietnam) přes sousední Laos a Kambodžu.

## Historie
Stezka sloužila k zásobování podzemního hnutí Vietkongu i pravidelných jednotek Vietnamské lidové armády během války ve Vietnamu.

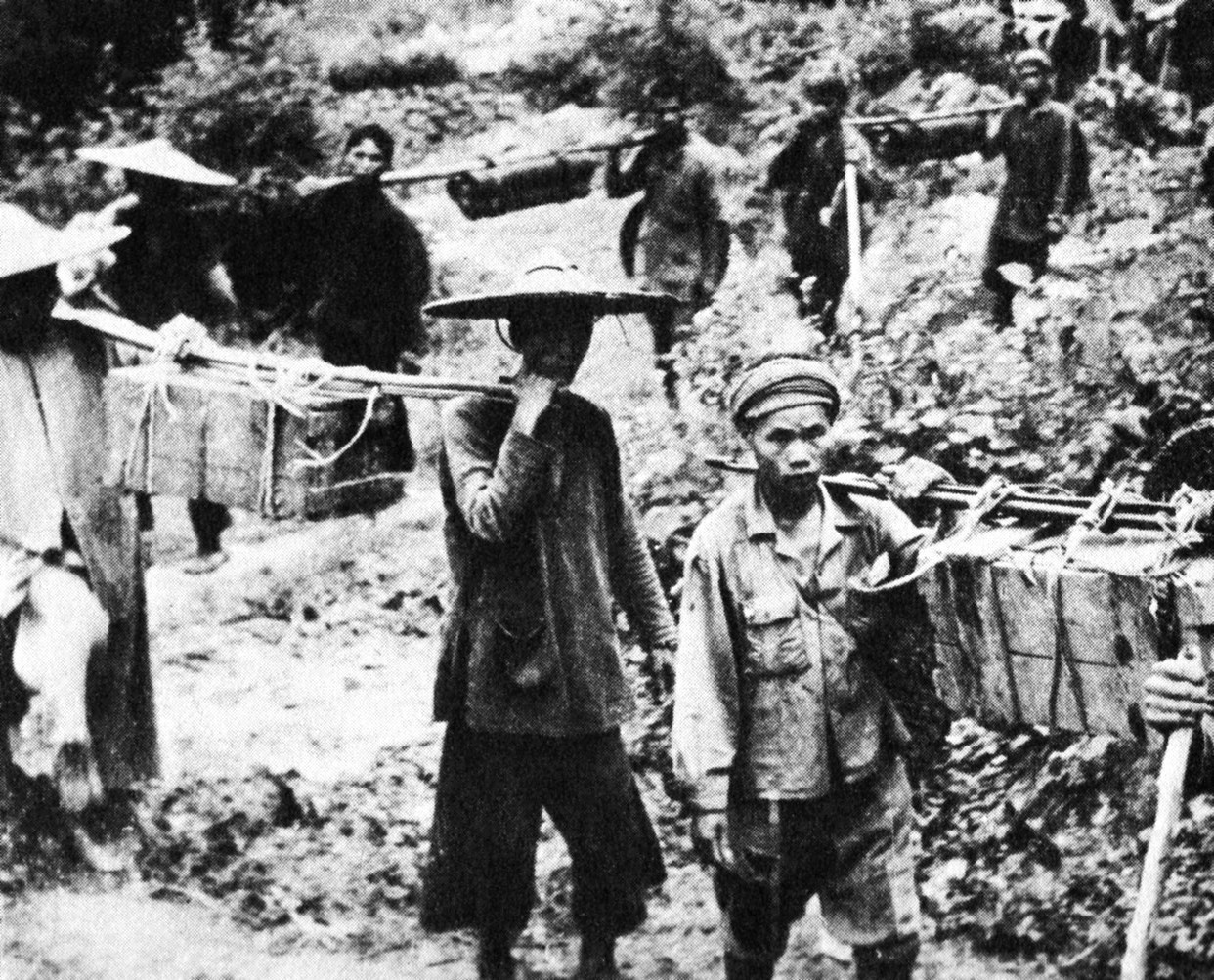
Doprava vojenského materiálu džunglí po Ho Či Minově stezce

Systém netvořila jediná komunikace, ale komplex rozvětvených cest vyježděných nákladními automobily, chodníků pro pěší a na bicyklech se pohybující jednotky. Zahrnovala i transport po řekách a v pozdějších fázích války ji tvořil i provizorní ropovod. Pojmenována byla americkými jednotkami podle severovietnamského komunistického vůdce Ho Či Mina. Část procházející Laosem byla označována i jako stezka Truong Son podle stejnojmenného pohoří. Podle některých názorů (např. Robert J. Hanyok: Spartans in Darkness) byla jedním z největších vojensko-inženýrských projektů 20. století. Denně se po ní přepravoval materiál o hmotnosti stovek tun a vojenské jednotky.
Stezka byla intenzivně bombardována americkým letectvem (například při operaci Rolling Thunder), tyto snahy o její přerušení však nebyly dostatečně účinné a neměly proto dlouhodobý úspěch. Při operaci Commando Hunt, kterou začala americká armáda 11. listopadu 1968, byla stezka i část území neutrálního Laosu opět cílem bombardérů amerického letectva. Během operace bylo v oblasti svrženo tři miliony tun bomb. Mnohé oblasti Kambodže, Laosu i Vietnamu jsou tak dodnes jedněmi z nejrozbombardovanějších oblastí na Zemi.
Stezka byla dvakrát přerušena pozemními útoky amerických a jihovietnamských vojsk, poprvé v dubnu 1970, když tyto jednotky vpadly do Kambodže a o rok později když jihovietnamská armáda vstoupila do Laosu. Neschopnost Američanů a jejich spojenců přerušit zásobování po Ho Či Minově stezce bylo jedním z důvodů jejich neúspěchu v celé válce.